# Fiona Sit
Fiona Sit Hoi-Kei (11 de agosto de 1981), es una actriz y cantante de Hong Kong.

## Biografía
Fiona Sit estudió en el "Island School" y luego en la universidad "Creative Media City University" en Hong Kong hasta 2004. Trabajó como modelo a tiempo parcial y en los anuncios publicitarios y revistas.
Debido a su tío Peter Wong, que ocupaba un alto cargo en la dirección de Artistas capitales, tuvo la oportunidad de tener una prueba y finalmente firmó un acuerdo con "Warner Music Hong Kong" para ser un artista.

## Carrera

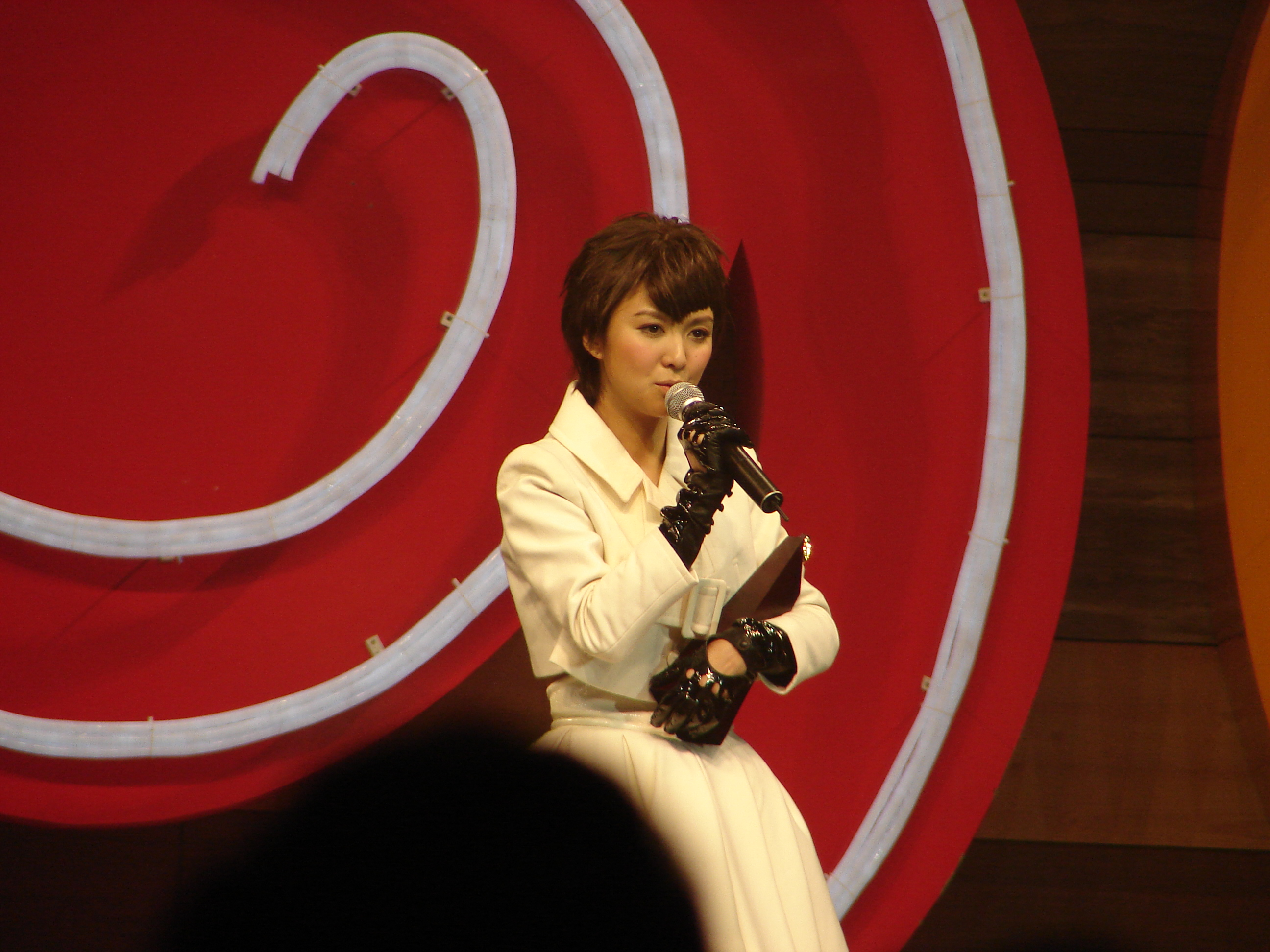
Fiona Sit 2007

### Musical
Después de unirse a Warner Music Group en 2003, Sit conecta por primera vez su primer tema musical siendo su primer debut titulados "XBF" y "Kiss Madonna", que llamó la atención de la audiencia. Luego lanzó otro álbum debut, el 8 de abril de 2004. Se convirtió en un éxito de ventas en Hong Kong, obteniendo un disco de oro por las ventas de 25.000 copias. El álbum contenía la balada hit "XBF" (abreviatura de exnovio) y otro hit "Responder Keanu Reeves". La canción "Keanu Reeves Responder" alcanzó el puesto # 1.

### Series de televisión
Sit fue una de las invitadas a participar en la serie televisiva Hearts of Fencing, difundida en 2003  por la red TBN.
En 2005 también debuta en la serie The Academy interpretando a una aprendiz de policía. Para que coincida con las circunstancias del personaje, Fiona se cortó su cabello para actuar esta vez con una cabellera corta. En contraste con su éxito, los aficionados respondieron negativamente a este cambio de su imagen y desconfiaron de sus decisiones profesionales futuras. Ella siguió con su actuación desde su primer tiempo de su participación en la televisión. Sit también participó en un corte publicitario, con respecto a la pérdida de peso como la venta de productos comerciales, donde hizo un número de baile. En ambos fue objeto de burla por parte de los medios de comunicación de Hong Kong, y tampoco encontraron apoyo entre sus fanes.

### Películas
El 28 de abril de 2005, Sit debutó como actriz de cine y participó en la película Youngshowed, dirigida por Derek Tung junto con Jaycee Chan. Recibió grandes elogios por parte del público y mucha gente famosa. Después de un mes, el film obtuvo unos 10 millones de dólares por taquilla y ella se convirtió en una actriz famosa.
El éxito la llevó a otra película, Embrace Your Shadow, que se estrenó en septiembre. Fue producida por Joe Ma y bajo la colaboración del actor Dylan Kuo. Fue un reto para Fiona Sit, porque su personaje se revirtió a 2 Young.
En 2006, fue nominada a los premios Hong Kong Film, Taiwan Golden Horse y al Premio a la Mejor recién llegada por su participación en 2 Young. También obtuvo otra nominación de Mejor recién llegada y Mejor Actriz, organizada por la iniciativa empresarial para 2 Young. Más adelante, participó en la película Amor Secreto 3, dirigida por Joe Ma y que se estrenó en junio.

## Discografía
- 2004 - F Debut (CD) - Warner Music Hong Kong.
- 2005 - 886 (CD) - Warner Music Hong Kong.
- 2005 - Funny Girl (CD/DVD) - Warner Music Hong Kong.
- 2005 - Me (CD/DVD) - Warner Music Hong Kong.
- 2006 - Electric Angel (CD/VCD) - Warner Music Hong Kong.
- 2007 - "F" Best (Special edition) (CD/DVD) - Warner Music Hong Kong.
- 2008 - It's My Day (CD) - Warner Music Hong Kong.
- 2008 - Smile (CD) - Warner Music Hong Kong.
- 2009 - Read Me (CD/DVD) - Warner Music Hong Kong.
- 2011 - August Girl (CD/DVD) - Warner Music Hong Kong.
- 2012 - Filicious (CD/DVD) - Warner Music Hong Kong.
- 2012 - The First Ten Years Collection' (Best Selection) (CD/DVD) - Sun Entertainmemt Culture LTD.
- 2013 - Fiona Music Book (Single) (CD) - Sun Entertainment Cultrure LTD.
- 2013 - Tenacious (CD/DVD) - Sun Entertainment Culture LTD.
- 2014 - Tonight (CD/DVD) - Sun Entertainment Culture LTD.
- 2015 - All The Rainy Days (Single) (Digital Download) - Sun Entertainment Cultrure LTD.
- 2016 - Na Yat Goh Ngoh (Single) (Digital Download) - Sun Entertainment Cultrure LTD.
- 2016 Dragonfly (Single) (Digital Download) - Sun Entertainment Cultrure LTD.
- 2016 Miss Fiona (Single) (Digital Download) - Sun Entertainment Cultrure LTD.
- 2016 Shi Nian Hou De Wo (Single) (Digital Download) - Sun Entertainment Cultrure LTD.
- 2017 520 (Single) (Digital Download) - Sun Entertainment Cultrure LTD.
- 2017 You Make Me Feel (CD/DVD) - Sun Entertainment Culture LTD.

## Conciertos
- 2005 - 903 Hit Four Fiona 0811 Concert(熱火樂團).
- 2005 - 903 Hit Four Concert(熱火樂團熱火四俠) (Shawn Yue, Wilfred Lau and Kary Ng).
- 2006 - 903 Live Concert Fiona Sit X Stephanie Cheng (拉闊演奏廳).
- 2007 - Roadshow Live Fiona Sit Concert.
- 2007 - 903 id club (音樂游擊) 1st section Fiona Sit X Sammy Moving.
- 2008 - 903 Live Concert Fiona Sit(拉闊變奏廳) 2 ng section.
- 2010 - Khalil Fong X Fiona Sit Awesome Concert (San Francisco & Los Angeles).
- 2010 - 903 Live Concert (拉闊擂台) 2nd section Fiona Sit X Dear Jane {Dear Fi}.
- 2010 - Khalil Fong & Fiona Sit Live in Australia 2010（Sydney & Adelaide & Melbourne.
- 2011 - Fiona Sit MOOV LIVE 2011.
- 2012 - Filicious Fiona in Concert 2012.
- 2014 - Tonight Fiona Live 2014.

## Filmografía
| Año  | Título               | Personaje           | Notas |
| ---- | -------------------- | ------------------- | ----- |
| 2005 | 2 Young              | Lui Yeuk-nam        |       |
| 2005 | Embrace Your Shadow  | Ran                 |       |
| 2006 | My Name Is Fame      | Fiona               |       |
| 2006 | Pandora's Booth      | Szeto Sum-sum (70s) |       |
| 2006 | Love Undercover 3    | Fan Sai-wo          |       |
| 2007 | Simply Actors        | Giddy Cadet 747     |       |
| 2007 | Wonder Women         | Sung Hiu-tung       |       |
| 2010 | Break Up Club        | Flora               |       |
| 2010 | La Comédie humaine   | Sky Love            |       |
| 2011 | The Way We Were      |                     |       |
| 2011 | The Fortune Buddies  |                     |       |
| 2012 | Mr. and Mrs. Gambler |                     |       |
| 2012 | The Bounty           |                     |       |
| 2012 | Qing Yan             |                     |       |
| 2012 | Vulgaria             |                     |       |
| 2012 | Diva                 |                     |       |
| 2013 | Hotel Deluxe         |                     |       |
| 2014 | Hello Babies         |                     |       |
| 2014 | Golden Chicken 3     |                     |       |
| 2014 | Girls                |                     |       |
| 2015 | 12 Golden Ducks      |                     |       |
| 2015 | Insanity             |                     |       |
| 2015 | Guia in Love         |                     |       |
| 2016 | Mr. High Heels       |                     |       |

| Año  | Título                  | Personaje      | Notas                    |
| ---- | ----------------------- | -------------- | ------------------------ |
| 2003 | Hearts of Fencing       |                | Guest star               |
| 2005 | The Zone                |                | Guest star               |
| 2005 | The Academy             | Fiona          |                          |
| 2007 | On the First Beat       | Fiona          | Guest star (ep. 1-4, 29) |
| 2007 | Colours of Love         |                |                          |
| 2008 | C'est La Vie, Mon Chéri | Lau Mun        |                          |
| 2008 | Dressage To Win         | mental patient | Guest star (ep. 6)       |
| 2009 | ICAC Investigators 2009 | Hui Kei-san    | (ep. 2 and 4)            |
| 2010 | Liao Zhai 3             | Bai Qiu Lian   |                          |
| 2011 | Painted Skin            | Xiaowei / Xuxu |                          |
| 2011 | White Lies              |                |                          |

## Premios

### 2010
- Vietnam International Film Festival Best Actress Award for "Break Up Club"

### 2007
- TVB " Jade Solid Gold" Best Choice Award, second round- Next Time

### 2006
(Hong Kong)
- Commercial Radio - " Supreme Song " – The Seventh: Little Canyon 1234
- TVB " Jade Solid Gold" Best Choice Award, second round- Tong But Lut
- TVB "Jade Solid Gold" First round golden song - Finding Unicorn
- Next Media Television Award- New Artiste
- Next Media Television Award- Most Charming New Star
- Yahoo! Most popular artist's Blog Award[1][2]

(Mainland China)
- Guangzhou radio "Gold Song, Gold Chart" Most Famous Female Artist[3][4][5]
- Guangzhou Radio "Golden Chart Award" All-round Artist (outside mainland china region)
- Guangzhou Radio "Golden Chart Award" Most Famous Female Artist (outside mainland china region)
- Guangzhou Radio "Golden Chart Award" Golden songs - Tong But Lut

### 2005
(Hong Kong)
- Roadshow Popular Singer
- Roadshow Hit Song – Little Dark and Me
- Commercial Radio - " Supreme Song " – The Fifth: Little Dark and Me
- TVB "Jade Solid Gold" – " Top Ten Gold Songs Award " – Boy Likes You[6]
- Metro Radio " Entertainment Television Award " - Super TV New Actress
- Outstanding Website Award – Activities Promotion Ambassador
- TVB "Jade Solid Gold" First round golden song – Little Dark and Me
- Metro Hit Radio "Karaoke Hit Song" – Little Dark and Me
- Metro Hit Radio – Popular Singer
- Metro Hit Radio "Awards from 4 Stations" – Remarkable Performance – Gold Award

(Mainland China)
- 9 + 2 Music Pioneer Award New Female Singer Gold Award
- Sprite China Original Music Chart " My Favourite Idol Award (Hong Kong) "
- Sprite China Original Music Chart " Great Advancement Singer Award "
- The third session of Southeast Power Music Award - Most promising future female singer in Hong Kong Region
- Yue-Gang Future Super Star Award – Future Super Star

### 2004
(Hong Kong)
- Metro Hit Radio "New Female Artiste"
- Metro Hit Radio "My Favorite New Female Artiste"
- Metro Hit Radio Original Music Award – Reply from Keanu Reeves
- TVB "Jade Solid Gold"– "Most Favorite New Artiste"– Gold Award[7]
- Metro Hit Radio Best Lyric – Reply from Keanu Reeves
- Commercial Radio "New Female Artiste"– Gold Award
- Commercial Radio "The Excellent Performance Award presented by four Media Organizers" Bronze Award.
- Commercial Radio - "Supreme Song"– The Seventh: Reply from Keanu Reeves
- RTHK Top Ten Chinese Gold Songs Award "Ten Best Song" - Reply from Keanu Reeves
- RTHK "Top Ten Chinese Gold Songs Award " New Female Artiste– Gold Award
- Yahoo! Music Chart Top Ten Songs - Reply from Keanu Reeves
- Yahoo! Potential New Comers
- IFPI The Best Sales Artist, New Comer, Female
- Road Show MV Direct Voting: Best new artist
- PM Magazine – Cross inter-media female artist
- TVB Golden Kid Songs Award "Top 10 Kid Songs" - Ugly Ducking Swam Lake
- TVB "Jade Solid Gold " First round golden song – Reply from Keanu Reeves
- TVB "Jade Solid Gold " First round new singer – Top new singer in three consecutive weeks
- TVB "Jade Solid Gold " Second round golden song – 886

(Mainland China)
- Guangzhou Radio "Golden Chart Award" – Queen of New Female Singer
- Guangzhou Radio "Golden Chart Award" Golden Song - Reply from Keanu Reeves
- Guangdong Radio Music Pioneer Award "Most Famous New Female Singer" – Gold Award
- Southern City Daily Newspaper and Radio Guangdong "the 5th Year Chinese Music Media Award" – The Best New Artist
- Guangzhou "the 2nd Year Music King Final Award – Most Promising New Artist
- Guangzhou "the 2nd Year Music King Final Award" Golden Song - Reply from Keanu Reeves